# Дмитренко, Олег Владимирович
Оле́г Влади́мирович Дмитре́нко (укр. Олег Володимирович Дмитренко; род. 26 ноября 1989, Лебедин, Киевская область) — украинский футболист, полузащитник

## Игровая карьера
Воспитанник футбольных клубов «Динамо» (Киев) и «Борисфен» (Счастливое). Первые тренеры: Гороза В. Г., Ярун В. Н., Вареница В. А. После завершения обучения играл за любительские команды «Княжа-2» (Счастливое), «Ирпень» (Гореничи) и «Зенит» (Боярка). С 2009 по 2011 годы выступал в командах второй лиги «Еднисть» (Плиски) и «Рось» (Белая Церковь), где за два года сыграл 15 матчей. В 2011 году перешёл в стрыйскую «Скалу», где он выступал в качестве капитана. За три проведенных года в «Скале», Олег сыграл более 50 матчей.
С 2014 года Дмитренко вместе с земляком Александром Тарасенко выступал в команде «Гранитас» (Клайпеда), по итогам сезона 2013 завоевавшей право выступать в А-Лиге — высшем дивизионе литовского футбола. Выступал в качестве капитана. За проведённый сезон в «Гранитасе», сыграл 27 матчей и отметился одним забитым мячом.
Зимой 2015 года вернулся на Украину, заключив контракт с одним из лидеров первой лиги «Сталью» из города Днепродзержинск, где сыграл семь матчей в стартовом составе и трижды выходил на замену. По итогам сезона «сталевары» завоевали серебряные медали первого дивизиона и получили право выступать в Премьер-лиге. Дмитренко же в межсезонье перебрался в черновицкую «Буковину», которая, напротив, из первого дивизиона выбыла. В феврале 2016 года покинул черновицкий клуб. Но вскоре подписал контракт с клубом «Полтава», за которую выступал до конца сезона 2016/17.
В августе 2017 был заявлен винницкой «Нивой» на матчи Второй лиги. В феврале 2018 года подписал контракт с МФК «Николаев», который выступает в Первой лиге Украины. В феврале следующего года сменил МФК «Николаев» на «Горняк-Спорт», который также выступал в том же дивизионе. Однако уже в марте, перед стартом весенней части чемпионата Олег по обоюдному согласию сторон расторг контракт с клубом.
1 апреля был представлен игроком второлигового клуба «Минай», который являлся одним из лидеров текущего первенства и с которым он в итоге, и получил путевку в первую лигу. 16 января 2020 года главный тренер «Миная» Василий Кобин сообщил, что Олег покинул команду. А уже в конце февраля Дмитренко стал игроком клуба «Черкащина».

## Достижения
- Серебряный призёр Первой лиги Украины (1): 2015
- Серебряный призёр Второй лиги Украины (1): 2019